# Ludwig Pollak (Landrat)
Ludwig Pollak (* 19. Februar 1882 in Neustadt an der Haardt; † 26. November 1953 in Füssen) war ein deutscher Landrat.

## Leben
Nach dem Abitur am Luitpold-Gymnasium München absolvierte Ludwig Pollak ein Studium der Rechtswissenschaften an der  Ludwig-Maximilians-Universität München, wo er Mitglied der Studentenverbindung Corps Suevia München war. Nach der ersten juristischen Staatsprüfung folgte in den Jahren 1904 bis 1907 der dreijährige Vorbereitungsdienst (Referendariat). Das Große juristische Staatsexamen legte er anschließend ab und promovierte mit der Dissertation Der Scheck nach dem Scheckgesetz am 13. Juli 1908 zum Dr. jur. 1911 zunächst als Akzessist bei der Regierung von Oberbayern eingesetzt, wurde er zum 1. Juli 1913 Assessor beim Bezirksamt Uffenheim und 1916 in gleicher Funktion in Füssen. 1926 zum Regierungsrat ernannt, wurde Pollak am 1. Oktober 1932 als Bezirksamtsvorstand (ab 1939 Landrat) mit der Leitung des Bezirksamtes Wertingen (ab 1939 Landkreis Wertingen) beauftragt. Am 5. März 1938 beantragte Pollak die Aufnahme in die NSDAP und wurde rückwirkend zum 1. Januar desselben Jahres aufgenommen (Mitgliedsnummer 6.011.093).
Nach Kriegsende im Mai 1945 aus dem Dienst entlassen, erhielt er im Jahr darauf eine Beschäftigung bei der amerikanischen Militärregierung in Wertingen. Im Entnazifizierungsverfahren wurde er am 11. Januar 1947 durch die Spruchkammer Wertingen als Mitläufer eingestuft. So wurde Pollak zum 1. September 1948 wieder in den Dienst eingestellt, bei gleichzeitiger Versetzung in den Ruhestand. 